# Комплекс з виробництва добрив у Картахені
Комплекс з виробництва добрив у Картахені – колишній виробничий майданчик у промисловій зоні Ескомбрерас на південно-східній околиці іспанського міста Картахена.
Проект спорудження заводу реалізували через компанію «Abonos Complejos del Sureste» (ASUR), засновниками якої на паритетних засадах виступили державна REPESA (володіла у Ескомбрерасі потужним нафтопереробним заводом) та одна з компаній, що невдовзі стала частиною утвореної в 1970-му році Explosivos Rio Tinto (ERT). В подальшому частку REPESA передали іншій державній структурі Empresa Nacional de Fertilizantes (ENFERSA).
Вже 1969-му ввели в дію цех нітратної кислоти потужністю 100 тисяч тон на рік, а у 1973-му почали будівництво другого цеху нітратної кислоти такої ж потужності. Особливістю майданчику ASUR було те, що він не мав власного виробництва аміаку (сировини для продукування азотної кислоти) та розраховував на його зовнішні поставки (можливо відзначити, що REPESA/ ENFERSA мали у тій же зоні Ескомбрерас інший завод добрив, який володів потужним виробництвом аміаку). 
Азотну кислоту споживали дві лінії добрив, другу з яких замовили одночасно з другим цехом азотної кислоти. Потужність кожної лінії становила 500 тонн на добу, а їх продукцією були сульфат-нітрат амонію та комплексні добрива. 
На початку 1980-х замовили модернізацію однієї з ліній добрив, що отримала можливість випускати 780 тон нітрату амонію на добу (річний показник рахувався як 260 тисяч тонн). Інша лінія продовжила продукувати комплексні добрива (також є відомості, що вона випускала суперфосфат) і станом на початок 1990-х її річний показник рахували як 150 тисяч тонн.
В 1989-му ERT та Cros об’єднались у концерн Ercros, який невдовзі потрапив у скрутне становище. Хоча у підсумку йому вдалось продовжити діяльність, проте в 1992-му більшість належних концерну заводів з виробництва добрив виділили у компанію Fertiberia, контрольний пакет акцій якої був проданий Ercros в 1995 році.
З плином часу виробництво у Картахені стало неконкурентоздатним та було закрите в 2004 році.